# Бобынин, Георгий Александрович
Георгий Александрович Бобынин (10 декабря [23 декабря] 1901, Бредихино, Тульская губерния, Российская империя — 11 апреля 1961, Москва, РСФСР, СССР) — советский актёр и кинематографист.

## Биография
Родился 10 (23) декабря 1901 года в деревне Бредихино Тульской губернии в дворянской семье. Воспитывался в семье деда.
В 1913 году начал учиться в Высшем начальном училище, которое окончил в 1918 году, после чего поступил на работу. Позже вступил в ряды РКП(б), но в 1919 году выбыл по причине увлечения театром, а затем в скором времени он был призван в ряды Рабоче-крестьянской Красной армии, там заболел и был отправлен в Москву для прохождения дальнейшей службы. После выздоровления, Бобынин стал работать слесарем в прожекторской роте специального назначения Московского окружного военно-инженерного управления, пока в 1922 году не был демобилизован. 
С началом Великой Отечественной войны был призван в Местную противовоздушную оборону, затем ушёл добровольцем на фронт. На протяжении всех военных лет, Бобынин руководил художественной самодеятельностью, за что Георгий Бобынин был награждён специальной грамотой — «За отличное руководство красноармейской художественной самодеятельностью».
После демобилизации, Бобынин поступил на актёрский факультет Государственного института кинематографии, который окончил в 1924 году. Снимался во многих советских фильмах, начинал карьеру с больший ролей, затем кинематографическая карьера Бобынина пошла на спад и он начал играть небольшие роли, в том числе и эпизоды. 
Скончался 11 апреля 1961 года в Москве. Похоронен на Ваганьковском кладбище.

## Фильмография
- 1924 — В угаре нэпа — рабочий
- 1924 — Особняк Голубиных — Николай Скворцов
- 1925 — Чёрное сердце — Серёжа Жихарев
- 1926 — Отец — Степан Ракитов
- 1927 — Бабы рязанские — Иван Широнин
- 1927 — В большом городе — Герасим Огузкин
- 1927 — Зелёный шум — Павел Парамыгин
- 1927 — Тревога — Василий Маслов
- 1927 — Яд — Борисов
- 1928 — Смеётся жизнь — Васька Цыган, комсомолец
- 1929 — Когда зацветут поля — Ваня-непомнящий
- 1930 — Завтра ночью — Емельян Корчагин
- 1930 — Секрет молодости (не завершён) — Вася, подмастерье
- 1930 — Человек остался один — Гаврюшка Шведов
- 1932 — Крылья — Кожевников
- 1932 — Счастье — Василь
- 1933 — Город под ударом — штабс-капитан Благонадежных
- 1933 — Горячая кровь — красноармеец
- 1933 — Картина № 47 — проводник
- 1934 — Петербургская ночь — чиновник
- 1935 — Пастушонок — кулак, хозяин пастушонка
- 1936 — Ай-Гуль — Бинько
- 1939 — В поисках радости — колхозник
- 1939 — Следы крови — бандит
- 1939 — Степан Разин — бунтарь
- 1940 — Сибиряки — партизан
- 1941 — Первая конная — участие
- 1942 — Лесные братья — партизан
- 1947 — Сельская учительница — гость Букова
- 1947 — Сказание о земле Сибирской — военный; посетитель чайной
- 1948 — Молодая гвардия — немецкий офицер
- 1948 — Путь славы — железнодорожник
- 1949 — Счастливый рейс — зритель на концерте
- 1959 — Косолапый друг — дворник в цирке
- 1959 — Отчий дом — участие